# Silicon Labs
A Silicon Laboratories Rt. (Silicon Labs) egy olyan fabless (gyártókapacitás nélküli), globális technológiát használó cég, amely félvezetőet tervez és gyárt, más és más szilíciumeszközöket és a szoftvereket, amelyeket elektronikai tervezőmérnököknek és a Dolgok internetje (IoT - Internet of Things) infrastruktúragyártóknak, az ipari automatizálásban, a fogyasztói és autóipari piacokon világszerte értékesítenek.
Központja Austinban található. A vállalat a mikrovezérlőkre (MCU-k) fókuszál; olyan a chipeken lévő vezeték nélküli rendszerekre (SoC-k), időzítő- és digitális leválasztó eszközökre, érzékelőkre és műsorszóró eszközökre. A vállalat  szoftvercsomagokat is gyárt, beleértve a firmware könyvtárakat és a protokoll alapú szoftvereket is, valamint a Simplicity Studio nevű ingyenes szoftverfejlesztő platformot.
A Silicon Labs 1996-ban alakult, és két évvel később dobta piacra az első termékét, egy frissített DAA-dizájnt, amely lehetővé tette a gyártók számára, hogy csökkentse a modem méretét és költségeit. Az első három évben a vállalat az RF és CMOS integrációra fókuszált és kifejlesztette a világ első CMOS RF szintetizátorát a mobiltelefonok számára, amelyet 1999-ben adtak ki.  Tyson Tuttle vezérigazgatói kinevezését követően 2012-ben Silicon Labs egyre inkább az IoT piacának technológiáinak fejlesztésére összpontosított, amely 2019-ben a vállalat bevételeinek több mint 50 százalékát tette ki, de ez 2020-ra körülbelül 58 százalékra nőtt.

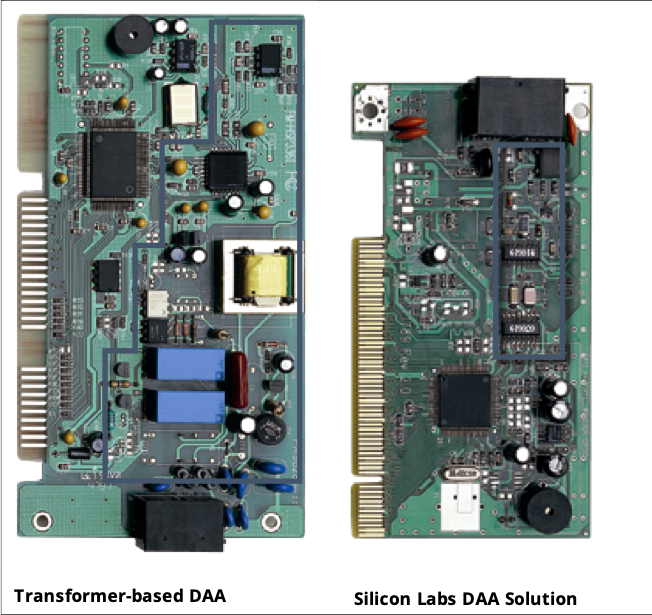
1998-ban a Silicon Labs kiadta első termékét, egy frissített Direct Access Arrangement (DAA) dizájnt, amely lehetővé tette a gyártók számára a modem méretének és költségeinek csökkentését.

2019 augusztusában a Silicon Labs világszerte több mint 1770 szabadalmat bocsátott ki vagy hagyott függőben.

## Cégtörténet
A Silicon Labset a Crystal Semiconductor (ami jelenleg a Cirrus Logic Rt. tulajdonában van) Nav Sooch öregdiákjai: Dave Welland és Jeff Scott alapították 1996-ban. 2000-ben vált nyilvánosan működő vállalattá. Az első termékük, egy frissített DAA-design 1998-ban jelent meg a piacon. Lényegesen kevesebbe került, mint a hagyományos DAA-k, ráadásul kevesebb helyet használt a korábbi termékekhez képest, ami azonnali sikert hozott, a vállalat eladásait az 1998-as 5,6 millió dollárról 1999-re közel 47 millió dollárra vitte fel.
Az első években a vállalat arra összpontosított, hogy egy továbbfejlesztett RF szintetizátort fejlesszen ki a mobiltelefonokhoz, aminek az előállítása kevesebbe kerülne, és kevesebb helyet foglalna el. 1999 végén mutatta be első RF chipjét.
2012 óta a Silicon Labs egyre inkább a fejlődő IoT-piac technológiáinak fejlesztésére összpontosít 2021. április 22-én a Silicon Labs jelentette be, hogy 2,75 milliárd dollárért értékesíti infrastruktúráját és autóipari üzletágát a Skyworks Solutions Rt.-nek, az üzlet várhatóan 2021 harmadik negyedévében zárul majd le.

### A legfontosabb termékbevezetések
- 1998-ban kiadta a frissített DAA designt.[3]
- 1999-ben elindította az RF Chip-et.[3]
- 2001-ben piacra dobta időzítési portfóliójában az első terméket, olyan óragenerátorok családot, amit nagy sebességű kommunikációs rendszerek számára tervezett.[11]
- 2003-ban analóg intenzív nagysebességű, 8 bites MCU-kkal lépett be a vegyes jelű MCU piacra.[12]
- 2004-ben jelentette meg első kristályoszcillátor családját, amely szabadalmaztatott digitális fáziszárt hurkos (DSPLL) technológiát tartalmaz.[13]
- 2005-ben bemutatta az egy chipes FM-vevőt, amely lehetővé tette az FM-rádió telepítését új alkalmazások körében.[14]
- 2006-ban az integrált MCU-család bevezetésével csatlakozott az autóelektronikai piachoz.[15]
- 2007-ben piacra dobta az iparág első egyportos PoE interfészét integrált DC-DC vezérlővel.[16]
- 2008-ban kiadta az iparág legkisebb, teljesen integrált autóipari AM/FM rádióvevő IC-jét.[17]
- 2009-ben a gyors reagálású érintéses, közelségi és környezeti fényérzékelő eszközök portfóliójával lépett be az felhasználó felületek piacára.[18]
- 2010-ben bemutatta az iparág első egy chipes multimédiás digitális TV demodulátorát.[19]
- 2011-ben kiadta az iparág első egy chipes hibrid TV-vevőjét.[20]
- 2012-ben belépett az ARM alapú 32 bites MCU piacra, vegyes jelű, USB és nem USB opciójú MCU-k sorával.[21]
- 2013-ban bemutatta a világ első egy chipes digitális rádióvevőit a szórakoztató elektronikához.[22]
- 2014-ben kiadta a világ első digitális ultraibolya index érzékelőit.[23]
- 2015-ben elindította a Thread hálózati technológiát olyan eszközök csatlakoztatásához, amelyek vezeték nélküli érzékelőhálózatokat, termosztátokat, csatlakoztatott világítóeszközöket és vezérlőpaneleket tartalmaznak.[24]
- 2016-ban kiadta a Gecko multiprotokol vezeték nélküli SoC eszközök családját.[25]
- 2017-ben piacra dobta az ipar első vezeték nélküli óráit, amelyek támogatják a 4G/LTE és az Ethernet szolgáltatást.[26]
- 2018-ban piacra dobta a Z-Wave 700 hardver / szoftver IoT platformot.[27]
- 2019-ben piacra dobta a vezeték nélküli Gecko webfejlesztő platform frissített verzióját.[28]
- 2021-ben elindította a Wi-SUN® technológiát[29]

## Vezetés
- Tyson Tuttle, elnök-vezérigazgató
- Matt Johnson, elnök[30]
- John Hollister, pénzügyi vezérigazgató
- Daniel Cooley, technológiai vezérigazgató[31]
- Karuna Annavajjala, információs vezérigazgató
- Brandon Tolany, a világméretű értékesítés vezető alelnöke
- Megan Lueders, marketing igazgató
- Sandeep Kumar, a világméretű műveletek vezető alelnöke
- Sharon Hagi, biztonsági vezérigazgató
- Serena Townsend, főtisztviselő
- Néstor Ho, jogi igazgató, alelnök és vállalati titkár
- Mark Thompson, az Infrastruktúra vezérigazgató-helyettese és vezérigazgatója

## Termékek
A Silicon Labs félvezető termékeket kínál számos elektronikus termékhez, többek között csatlakoztatott eszközökhöz, AM/FM rádiókhoz és egyéb szórakoztató elektronikához, hálózati berendezésekhez, teszt- és mérőberendezésekhez, ipari felügyelethez és vezérléshez, otthoni automatizáláshoz, autóipari rendszerekhez és az ügyfél-helyiség berendezések (CPE). A vállalat emellett fejlesztőkészleteket és szoftvereket is kínál, ideértve az IoT-hoz kapcsolódó eszközalkalmazások integrált fejlesztői környezetét, a Simplicity Studio-t.
A Silicon Labs portfóliója két fő területre terjed le: a tárgyak internete, valamint az infrastruktúra és az autóipar.

### Dolgok internetje
- Vezeték nélküli:
  - System-on-Chip
  - Hálózati hálózati modulok
  - A támogatott protokollok a következők:
    - Bluetooth
    - Saját vezeték nélküli protokollok a Sub-GHz és a 2.4-hez GHz frekvenciák
    - Zigbee
    - Z-Wave intelligens otthoni alkalmazásokhoz
    - Menetes hálózati megoldások
    - Wi-Fi adó -vevők, adó-vevő modulok, Xpress modulok, önálló modulok
    - Wi-SUN®
- MCU-k
  - EFM8 8 bites MCU-k
  - EFM32 32 bites MCU-k
- Érzékelők

### Infrastruktúraés autóipar
- Időzítés
  - Óra generátor
  - Jitter csillapítók
  - Óra pufferek
  - Kristályoszcillátorok (XO) és feszültségvezérelt oszcillátorok (VCXO)
  - IEEE 1588 és szinkron ethernet
- Elkülönítés
  - Digitális leválasztók
  - Elszigetelt kapu és FET meghajtók
  - Elszigetelt ADC-k
  - Elszigetelt analóg interfészek
- Erő
  - PoE Powered Device (PD) vezérlők
  - PoE Power Sourcing Equipment (PSE) vezérlők és energiagazdálkodási IC-k
- <b id="mw_w">Adás</b>
  - Gépjármű rádió tunerek
  - Fogyasztói rádió- és TV-tunerek
- Hozzáférés
  - Modemek
  - SLIC-ek
  - Power over Ethernet (PoE) vezérlők

## Biztonsági technológiák
A Silicon Labs termékportfólióját számos biztonsági intézkedés védi: 
Visszagörésgátlás
- Védi az eszközt azáltal, hogy megakadályozza a hitelesített firmware korábbi verzióinak végrehajtását, amelyek biztonsági hibákat hordozhatnak

Titkosítási gyorsító
Differenciális teljesítményelemzés (DPA) ellenintézkedések
Védett titkos kulcs tárolása
Nyilvános kulcsú infrastruktúra
- IoT eszköz-tanúsító hatóság, amely lehetővé teszi az eszköz-eszköz vagy az eszköz-szerver identitás-hitelesítést

Biztonságos csomagtartó
- Biztonságos rendszerindítás a megbízhatóság gyökérével és a biztonságos betöltővel (RTSL) további biztonságot nyújt a kezdeti kód betöltéséhez a rendszer mikrovezérlőjéhez

Biztonságos hibakeresés zárolással / feloldással
- Hozzáférés a hibakeresési porthoz, amelyet egy egyedi zárolási token vezérel, amelyet egy visszavonható egyedi azonosító aláírásával állítanak elő egy ügyfél által létrehozott magánkulccsal.

Biztonságos kapcsolat
- Gazdaprocesszor és rádió adó-vevő vagy hálózati társprocesszor (NCP) közötti kapcsolat titkosítása

Biztonságos programozás a gyártásnál
Biztonságos Vault
- Integrált hardver- és szoftverbiztonsági technológia[34] [35] [36] A következők:
  - Biztonságos eszközazonosság[37]
  - Biztonságos kulcskezelés és tárolás[38]
  - Fejlett szabotázsfelismerés[39]

Igaz véletlenszám-generátor
Zentri Device Management Service (DMS)

## Protokollok
A Silicon Labs technológiái hét vezeték nélküli protokollt támogatnak.
Bluetooth
A Bluetooth szoftver lehetővé teszi a fejlesztők számára a Bluetooth LE, a Bluetooth 5, a Bluetooth 5.1, a Bluetooth 5.2 és a Bluetooth háló használatát. A Bluetooth SDK segítségével önálló Bluetooth-alkalmazások hozhatók létre a Wireless Gecko SoC-khoz vagy modulokhoz, vagy hálózati társprocesszoros (NCP) alkalmazásokhoz. A termékek a következők:
- Bluetooth SoC-k
- Minősített Bluetooth modulok
- Szoftver

Saját vezeték nélküli protokollok 
Az eszközök lefedik a GHz alatti és a 2,4 GHz-es frekvenciákat, ultra alacsony teljesítményű, nagy hatótávolságú, akár 20 dBm kimeneti teljesítményt és különböző modulációs sémákat biztosítanak a főbb frekvenciasávokhoz. A termékek a következők:
- Adó-vevők
- Többsávos vezeték nélküli SoC az IoT alkalmazásokhoz[45]
- Vezeték nélküli MCP-k
- RF szintetizátorok
- Dinamikus többprotokollos (DMP) az okostelefon-csatlakozáshoz nagy hatótávolságú megoldásokban
- SDK-k a saját protokollok fejlesztésének felgyorsításához

<b id="mwAXQ">Menet</b>
Olyan technológiák, amelyek lehetővé teszik az IP-kapcsolat öngyógyító hálófunkciókkal, natív IPv6 alapú csatlakozással és különböző biztonsági lehetőségekkel. A termékek a következők:
- Szoftverkötegek
- Fejlesztő eszközök
- Modulok
- SoC-k
- Referenciatervek

Zigbee
Szoftverhalmok és fejlesztőeszközök a Zigbee alkalmazásokhoz, beleértve a Mesh Networking SoC-ket és modulokat.
Z-Wave
Modulok és SoC-k olyan szektorokban, mint az intelligens otthon, a vendéglátás és az MDU, ahol az érzékelők és az akkumulátorral működtetett eszközök nagy hatótávolságot és alacsony energiát igényelnek.
Wi-Fi
Az alacsony energiát és jó RF-teljesítményt igénylő alkalmazásokhoz tervezett Wi-Fi SoC-k és modulok, például az IoT. A termékek a következők:
- Wi-Fi adó-vevők
- Adó-vevő modulok
- Xpress modulok
- Önálló modulok

Wi-SUN®
A Wi-SUN (Wireless Smart Ubiquitous Network) egy terepi hálózat (FAN), amely lehetővé teszi a távolsági kapcsolatot. A Wi-SUN technológia célja az LPWAN telepítésének egyszerűsítése és a biztonságos vezeték nélküli csatlakozás lehetővé tétele olyan alkalmazásokban, mint a fejlett mérési infrastruktúra (AMI), az utcai világítási hálózatok, az eszközkezelés és a parkolás, a levegő minősége és a hulladékkezelés érzékelői.

## Iparági szövetségek
A Silicon Labs a ZigBee Alliance és a Thread Group alapító tagja, és a Wi-SUN Alliance igazgatótanácsában van.
A vállalat a Bluetooth Special Interest Group, Wi-Fi Alliance, Z-Wave Alliance valamint az Open Connectivity Foundation és a RISC-V Foundation arany tagja.

## Beszerzések
- Krypton Isolation Inc. (2000)[59]
- Cygnal Integrated Products (2003)[60]
- Silicon Magike (2005)[61]
- Silembia (2006)[62]
- Integration Associates (2008)[63]
- Szilícium órák és forgácsérzékelők (2010)[64] [65]
- SpectraLinear (2011)[66]
- Ember Corporation (2012)[67]
- Energy Micro (2013)[68]
- Touchstone Semiconductor (2014)[69]
- Bluegiga és Telegesis (2015)[70] [71]
- Micrium (2016)[72]
- Zentri (2017)[73]
- Z-Wave, szerzett Sigma Designs (2018)[74]
- IEEE 1588 precíziós időprotokoll (PTP) szoftver és modul eszközök a Qulsar-tól (2019)[75]
- A Redpine Signals kapcsolódási üzletága (2020)[76]

## Pénzügyek
A Silicon Labs a 2020-as pénzügyi évre vonatkozóan 12,5 millió dolláros GAAP-bevételt jelentett, éves bevétele 886 millió dollár volt. Piaci kapitalizációját 2021 februárjában 6,02 milliárd dollárra becsülték.

## Helyek
A Silicon Labs központja a texasi Austinban található, regionális irodáival a massachusettsi Bostonban; San Jose, Kalifornia és Weston, Florida. A társaságnak irodái vannak az ausztráliai Sydney-ben is; Quebec, Kanada; Koppenhága, Dánia; Espoo, Finnország; Budapest, Magyarország; Oslo, Norvégia; Szingapúr és High Wycombe, Egyesült Királyság.
15 értékesítési irodája van szerte a világon. Ide tartozik az USA-ban Boston és San Jose; Kínában Peking, Sanghaj, Sencsen és Wuhan; Espoo, Finnország; Montigny-le-Bretonneux, Franciaország; München, Németország; Milánó, Olaszország; Tokió, Japán; Szöul, Dél-Korea; Szingapúr; Tajpej, Tajvan és Camberley, Egyesült Királyság.
A Silicon Labs vezeték nélküli fejlesztőközponttal rendelkezik az indiai Hyderabadban.

## Fordítás
Ez a szócikk részben vagy egészben  a   Silicon Labs című angol Wikipédia-szócikk ezen változatának fordításán alapul.  Az eredeti cikk szerkesztőit annak laptörténete sorolja fel. Ez a jelzés csupán a megfogalmazás eredetét és a szerzői jogokat jelzi, nem szolgál a cikkben szereplő információk forrásmegjelöléseként.